# Combat de Tagab (2012)
Guerre d'Afghanistan
Le combat de Tagab se déroule pendant la guerre d'Afghanistan.

## Déroulement
Le 7 août 2012, une opération de sécurisation est menée par l'armée afghane et soutenue par l'armée française. 130 militaires français et une vingtaine de blindés du Battle Group Acier sont engagés dans l'opération. Les Afghans déploient de leur côté le bataillon d'infanterie Kandak 32 et des unités de la Police nationale afghane,.
Vers 5h30, des militaires français et afghans sont attaqués par les rebelles près du pont de Tagab. Ceux-ci utilisent des armes légères et des roquettes. Un hélicoptère Gazelle intervient et effectue un tir de missile HOT. Selon l'état-major des armées française, les insurgés étaient au nombre d'une vingtaine,.
Les deux soldats français blessés sont ramenés à Tagab avant d'être évacués par un hélicoptère américain sur l'hôpital militaire de Kaboul. Cependant un des Français, l’adjudant-chef Franck Bouzet, du 13e bataillon de chasseurs alpins, touché par trois balles, décède des suites de ses blessures peu de temps après son arrivée à Kaboul. Selon l'armée française, un soldat afghan est également blessé lors du combat et les pertes des insurgés sont estimés à une dizaine de morts,.